# Herder-Institut Riga

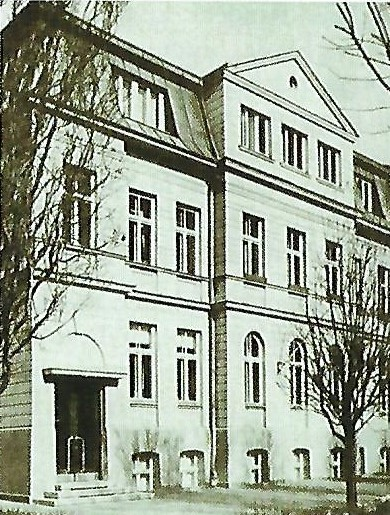
Herder-Institut in Riga (1938)

Das Herder-Institut Riga – auch Herder-Hochschule Riga – wurde über die wissenschaftliche Herdergesellschaft gegründet. In der neuen Republik Lettland sollte es der (alten) deutschen Minderheit Hochschulkurse bieten.

## Geschichte
Nach dem Lettischen Unabhängigkeitskrieg initiierte Wilhelm Klumberg den Bau des Instituts in Riga. Eröffnet wurde es am 15. September 1921 mit einer philosophisch-theologischen, einer germanistischen und einer naturkundlich-landwirtschaftlichen Fakultät. Zwar wurde die Hochschule 1927 vom Lettischen Parlament anerkannt,  die Examen mussten aber teilweise an anderen Hochschulen abgelegt werden. Später wurde die Immatrikulation reichsdeutscher Studenten verboten. Klumberg wirkte dort (ab 1926 als Rektor) bis zur Auflösung im Jahre 1939, als alle Deutsch-Balten nach dem Deutsch-sowjetischen Nichtangriffspakt ausgesiedelt wurden. 

## Mitarbeiter
Bekannte Gelehrte waren der Prähistoriker Carl Engel, die Historiker Hans von Rimscha, Reinhard Wittram, Leonid Arbusow und Jürgen von Hehn. Theologen waren Carl Schneider und Rudolf Abramowski und auf der anderen Seite mit Bezug zur Bekennenden Kirche Herbert Girgensohn und Hans Joachim Iwand, der deswegen Riga verlassen musste. Die Nationalökonomie vertrat Walter Große, die Betriebswirtschaft Karl Banse und Paul Deutsch, die Philosophie Kurt Stavenhagen, die Germanistik Lutz Mackensen, die Agrarwissenschaft Woldemar von Knieriem. Viele Gelehrte wirkten nach der Auflösung des Herder-Institutes im Jahre 1939 an der Reichsuniversität Posen.